# 李士忠
李士忠（？—），男，中华人民共和国政治人物，曾任中华人民共和国化学工业部副部长，第九、十届全国政协委员。